# Provincie Řím
Provincie Řím (Provincia di Roma) je bývalý italský správní celek druhé úrovně v regionu Lazio. K 31. prosinci 2014 byla provincie nahrazena správním celkem Metropolitní a hlavní město Řím.

## Geografická poloha
Svou rozlohou přes 5000 km2 zaujímala téměř třetinu území Lazia. Sousedila na severu s provinciemi Viterbo a Rieti, na východě s provinciemi L'Aquila a Frosinone, na jihu s provincií a Latina a na západě její někdejší břehy omývá Tyrhénské moře.
Na území bývalé provincie Řím se nachází svrchovaný stát Vatikán.

## Okolní provincie
| Růžice kompasu |               | Viterbo | Rieti     | Růžice kompasu |
| Růžice kompasu |               | Sever   | L'Aquila  | Růžice kompasu |
| Růžice kompasu | Provincie Řím |         | L'Aquila  | Růžice kompasu |
| Růžice kompasu | Jih           |         | L'Aquila  | Růžice kompasu |
| Růžice kompasu |               | Latina  | Frosinone | Růžice kompasu |